# Lecanopsis turcica
Lecanopsis turcica är en insektsart som först beskrevs av Bodenheimer 1951.  Lecanopsis turcica ingår i släktet Lecanopsis och familjen skålsköldlöss. Inga underarter finns listade i Catalogue of Life.